# Solarflesh - A Gospel of Radiant Divinity
Solarflesh - A Gospel of Radiant Divinity è l'ottavo album in studio del gruppo musicale death metal polacco Hate, pubblicato nel 2013.

## Tracce
1. Watchful Eye ov Doom – 3:20
2. Eternal Might – 6:08
3. Alchemy ov Blood – 4:58
4. Timeless Kingdom – 5:31
5. Festival ov Slaves – 4:34
6. Sadness will Last Forever – 7:05
7. Solarflesh – 5:35
8. Endless Purity – 5:43
9. Mesmerized – 4:56

## Formazione
Gruppo
- Adam "ATF Sinner" Buszko - chitarra, voce
- Konrad "Destroyer" Ramotowski - chitarre
- Stanislaw "Hexen" Malanowicz - batteria
- Sławomir "Mortifer" Arkhangelsky - basso